# توراة سامرية

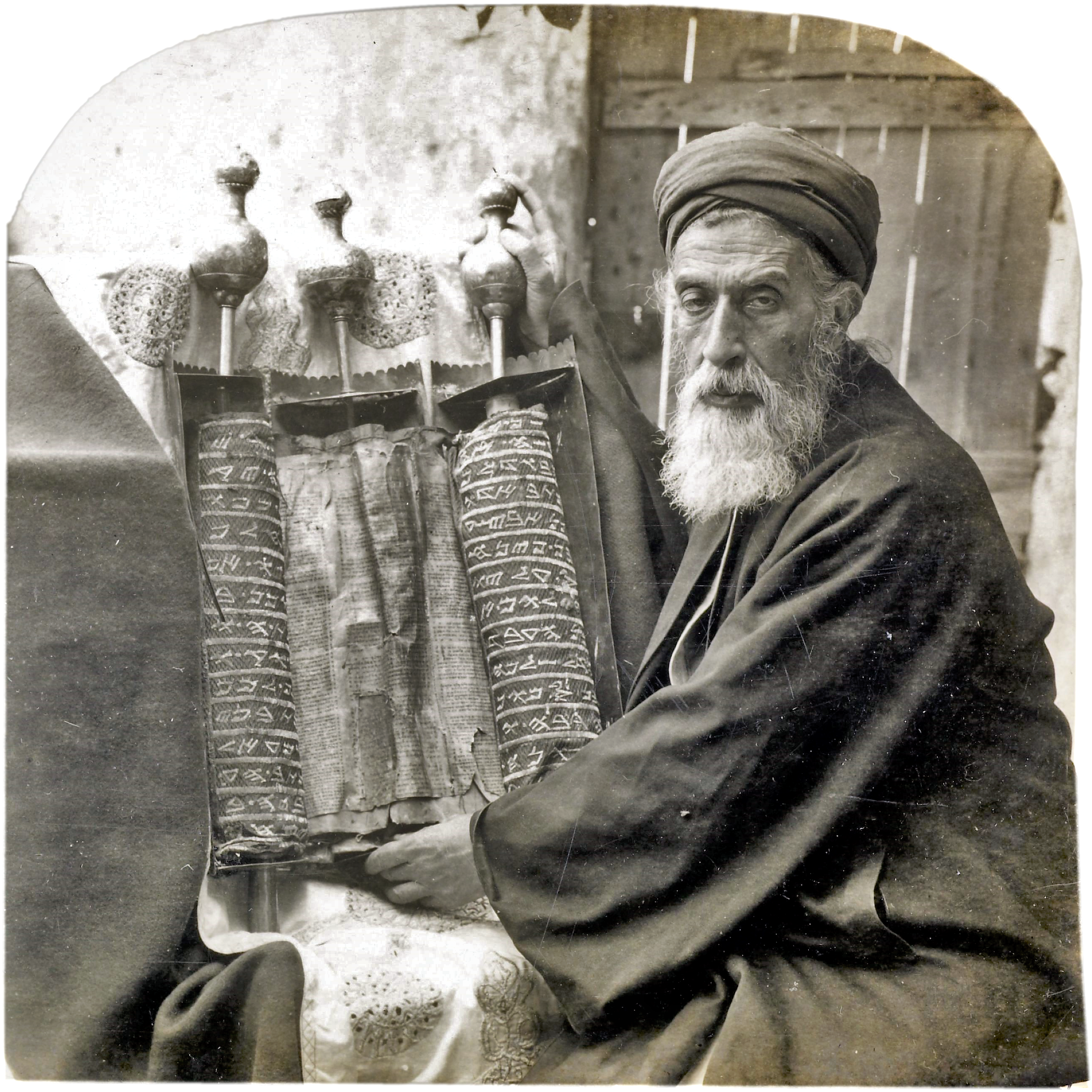
الكاهن الأعظم السامري ومخطوطة أبيشوع، سنة 1905م

الأسفار الخمسة السامرية أو التوراة السامرية هي نص مقدس سامري مكتوب بالأبجدية السامرية يرجع أصله إلى إحدى النسخ القديمة للتوراة التي كانت موجودة خلال فترة الهيكل الثاني، وهي تمثّل كامل الكتاب المقدس القانوني السامري.
يوجد حوالي ستة آلاف اختلاف بين النص السامري والنص الماسوري اليهودي، ومعظم هذه الاختلافات عبارة عن اختلافات طفيفة في تهجئة الكلمات أو البناء النحوي، لكن بعضها الآخر يتضمن تغييرات دلالية كبيرة، مثل الوصية التي تفرّدت بها النسخة السامرية ببناء مذبح على جبل جرزيم. تتفق نحو ألفين من هذه الاختلافات النصية مع الترجمة السبعينية اليونانية القديمة، وبعضها يتفق مع النسخة اللاتينية للانجيل. طوال تاريخهم، ترجم السامريون أسفار موسى الخمسة السامرية إلى الآرامية واليونانية والعربية، بالإضافة إلى ترجمتهم للشعائر الدينية والتفسيرية الدينية للنصوص.
عرف الغرب التوراة السامرية للمرة الأولى سنة 1631م، حيث ثبت استخدامها للأبجدية السامرية، مما أثار جدلًا دينيًا حول أقدميتها مقارنةً بالنص الماسوري. أصبحت النسخة المنشورة الأولى التي نشرها أغسطس فون غال والتي سُميت لاحقًا «Codex B»، مصدرًا لمعظم الانتقادات النصية الغربية للتوراة السامرية حتى النصف الأخير من القرن العشرين؛ وهذه النسخة اليوم من محفوظات المكتبة الوطنية الفرنسية.
اكتشفت بعض مخطوطات التوراة السامرية ضمن مخطوطات البحر الميت، وكانت هذه المخطوطات المكتشفة للتوراة السامرية تحمل أثرًا لنص يُعتقد أنه النص "ما قبل السامري".

## الأصل والأهمية الدينية

### النصوص السامرية

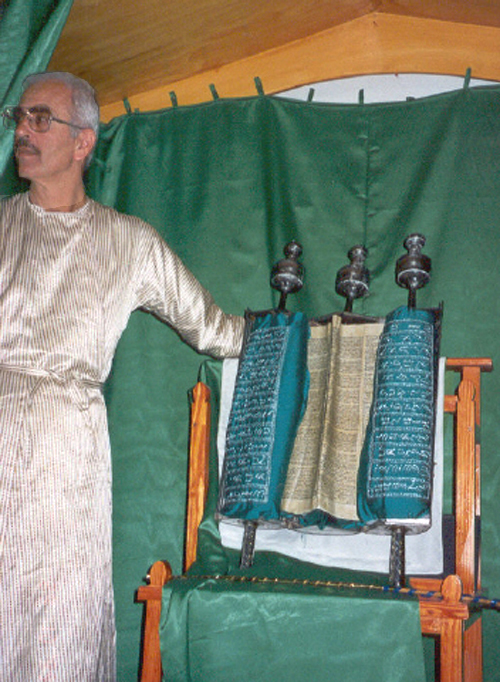
سامري مع التوراة السامرية

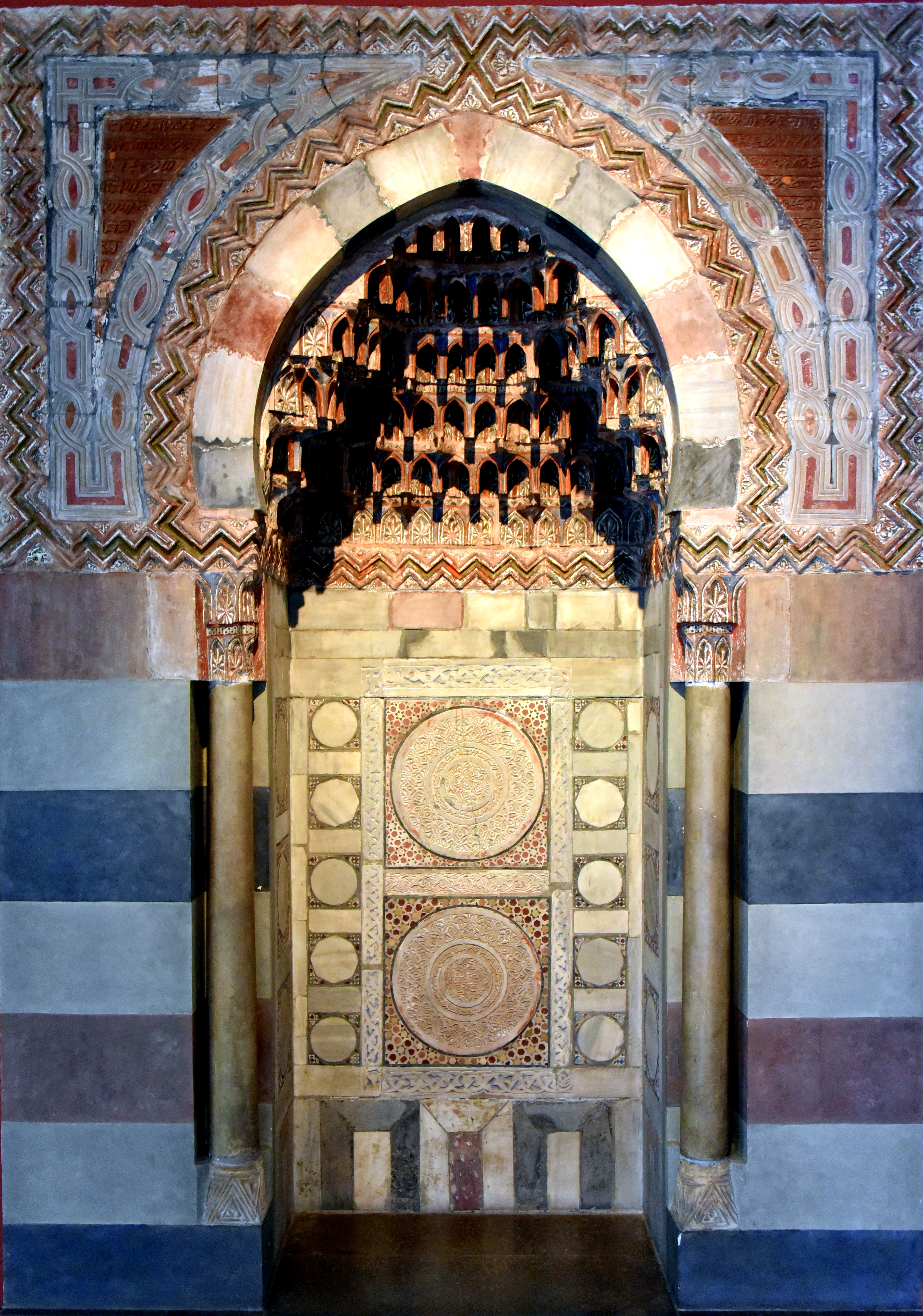
اقتباسات من التوراة بالخط السامري على محراب في منزل سامري في دمشق، سوريا (من القرنين الخامس عشر والسادس عشر الميلادي). متحف الفن الإسلامي في برلين.

يعتقد السامريون أن الله هو من كتب التوراة على لوحين يحتويان على الوصايا العشر، وأعطاهما لموسى. كما يعتقدون أنهم حافظوا على هذا النص الإلهي دون تحريف إلى يومنا هذا، وهم يشيرون عادة إلى أسفار موسى الخمسة باسم "قُسطا" التي تعني في لغتهم "الحقيقة".
يشتمل الكتاب المقدس السامري على أسفار موسى الخمسة فقط، ولا يعترفون بالتأليف الإلهي أو الوحي في أي سفر آخر في التناخ اليهودي. للسامريون، سفرًا ينسبونه ليشوع، يعتمد أجزاءًا من سفر يشوع الموجود في التناخ، إلا أنهم يعتبرونه بمثابة سجل تاريخي علماني ليس جزءًا من كتابهم المقدس.
بحسب ما جاء في سفر عزرا التوراتيعزرا 4: 10-12، فإن السامريين هم شعب السامرة الذين انفصلوا عن شعب يهوذا (اليهوديين) في الفترة الفارسية. بينما يعتقد السامريون أن اليهود هم من انفصلوا عن التيار الأصيل للتقاليد والشريعة الإسرائيلية في زمن قريب من عهد الكاهن الأعظم عالي في القرن الحادي عشر قبل الميلاد. يربط اليهود نشأة تيار السامريين بالأحداث الموصوفة في سفر الملوك الثاني 17،الملوك الثاني 17: 24-41 زاعمين أن السامريين ليسوا من الإسرائيليين، بل هم نسل أولئك الذين جلبهم الآشوريون إلى السامرة.

### وجهة النظر العلمية
ربطت الدراسات الحديثة بين تكوين المجتمع السامري والأحداث التي أعقبت السبي البابلي. تشير إحدى النظريات إلى أن السامريين هم شعب مملكة إسرائيل التي انفصلت عن مملكة يهوذا.. بينما تشير نظرية أخرى أن الانفصال حدث حوالي سنة 432 ق.م.، عندما ذهب منسى، صهر سنبلط، لتأسيس مجتمع في السامرة، بحسب ما جاء في سفر نحميانحميا 13: 28 وفي كتاب عاديات اليهود ليوسيفوس فلافيوس. وفي موضع آخر، أرجع يوسيفوس نفسه تاريخ الانفصال وبناء الهيكل في شكيم إلى زمن الإسكندر الأكبر. فيما يعتقد آخرون أن الانقسام الحقيقي بين الشعبين لم يحدث إلا في فترة الحشمونيين، بعد أن دمّر يوحنا هيركانوس هيكل جبل جرزيم سنة 128 ق.م. ونظرًا لارتباط التوراة السامرية الوثيق في العديد من النقاط مع الترجمة السبعينية، واتفاقاتها الكبير مع النص الماسوري الحالي، تشير إلى تاريخ الانفصال ربما كان في حوالي سنة 122 ق.م.
في سنة 1982م، قام إسحاق ماجن بالتنقيب في موضع هيكل جبل جرزيم، ورجّح أن هياكل المعبد ترجع إلى منتصف القرن الخامس قبل الميلاد، وأن الذي بناها سنبلط الحوروني [الإنجليزية] الذي كان معاصر لعزرا ونحميا، وعاش قبل أكثر من مائة سنة من سنبلط الآخر الذي ذكره يوسيفوس. كما يدل اعتماد السامريين لأسفار موسى الخمسة باعتبارها نصًا مقدسًا قبل انقسامهم النهائي مع المجتمع اليهودي على أن تلك الأسفار كانت مقبولة على نطاق واسع بالفعل كنص مقدس في تلك المنطقة.

## المقارنة مع النسخ الأخرى

### المقارنة مع النسخة الماسورية

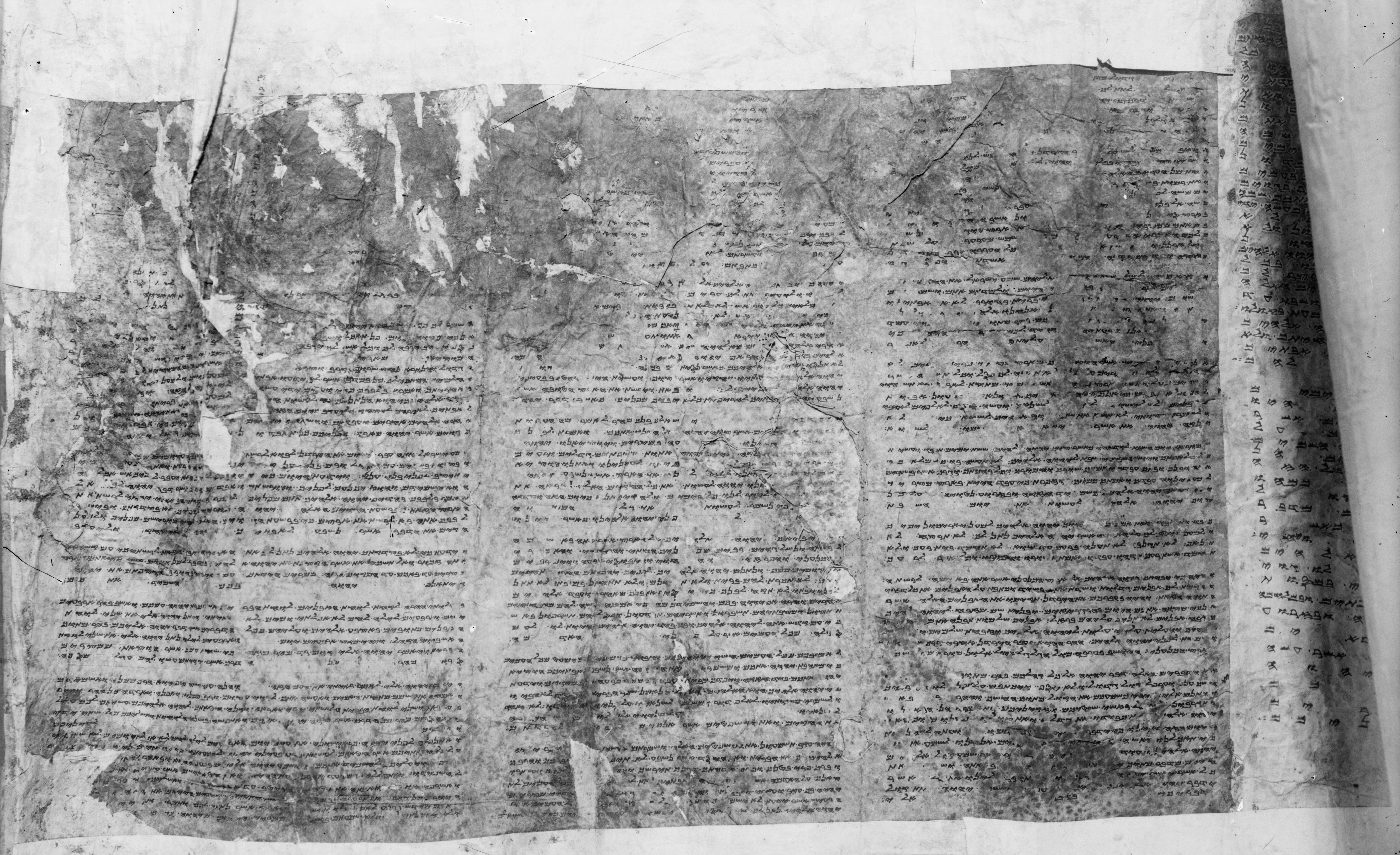
نسخة سامرية قديمة.

كُتبت أسفار موسى الخمسة السامرية بخط مختلف عن ذلك المستخدم في كتابة أسفار موسى الخمسة الماسورية التي يستخدمها اليهود. كُتب النص السامري بالأبجدية السامرية المستمدة من الأبجدية العبرية القديمة التي استخدمها المجتمع الإسرائيلي قبل السبي البابلي. أثناء النفى في بابل، اعتمد اليهود الكتابة الآشورية المبنية على الأبجدية الآرامية البابلية، ثم طوّروها إلى الأبجدية العبرية الحديثة. في الأصل، كانت جميع مخطوطات أسفار موسى الخمسة السامرية تتألف من نص غير مُشكّل مكتوب باستخدام حروف الأبجدية السامرية فقط. بدءًا من القرن الثاني عشر الميلادي، ظهر بعض المخطوطات المُشكّلة جزئيًا بتشكيل يشبه التشكيل اليهودي الطبري المستخدم في المخطوطات الماسورية. حديثًا، أنتج منها مخطوطات مُشكّلة بالكامل.
ينقسم نص التوراة السامرية إلى 904 فقرة. يُميّز بين أجزاء النص بمجموعات مختلفة من الخطوط أو النقاط أو العلامة النجمية؛ تُستخدم النقطة للدلالة على الفصل بين الكلمات. سرد كتاب مقارنات نصية صدر في لندن ستة آلاف حالة اختلاف بين أسفار موسى الخمسة السامرية والنص الماسوري (اليهودي). ونظرًا لوجود طبعات مختلفة لأسفار موسى الخمسة السامرية لاعتمادها على مجموعات مختلفة من المخطوطات، فإن العدد الدقيق للاختلافات يختلف بشكل كبير من طبعة لأخرى.
عدد محدود فقط من هذه الاختلافات ذو أهمية، حيث أن معظمها ببساطة عبارة عن اختلافات إملائية، تتعلق عادةً بالحروف العبرية ذات المظهر المتشابه؛ كما استُخدم أسلوب أم القراءة أكثر في في أسفار موسى الخمسة السامرية، مقارنة بالنسخة الماسورية؛ وجاءت بعض الكلمات في مواضع مختلفة في الجُمل؛ كذلك استبدلت بعض البناءات اللفظية بما يعادلها. تُظهر المقارنة بين كلا النسختين تفضيل النسخة السامرية لاستخدام حرف الإضافة العبري al، فيما فضّل النص الماسوري استخدام حرف الإضافة العبري el.
أما أبرز الاختلافات الجوهرية بين النصين، فهي تلك المتعلقة بجبل جرزيم مكان عبادة السامريين. تتضمن النسخة السامرية من الوصايا العشر الأمر ببناء مذبح على جبل جرزيم حيث يجب تقديم جميع القرابين. كما تحتوي أسفار موسى الخمسة السامرية على الفقرة التالية، التي هي غائبة عن النسخة اليهودية:
هناك اختلاف آخر هام بين التوراة السامرية والتوراة اليهودية (الماسورية)، ذلك موجود في سفر التثنية. بحسب النص اليهودي، طُلب من بني إسرائيل أن يدخلوا أرض الميعاد ويبنوا مذبحًا على جبل عيبال، بينما يقول النص السامري أن هذا المذبح، وهو أول مذبح بناه بنو إسرائيل في أرض الميعاد، يُبنى على جبل جرزيم. تحتوي بعض الآيات اللاحقة، في كلا النصين اليهودي والسامري، على تعليمات لبني إسرائيل لأداء طقسين عند دخول أرض الميعاد: أحدهما بالمباركة، يقام على جبل جرزيم، والآخر باللّعن على جبل عيبال.
وفي سنة 1946م، اكتشفت مخطوطات البحر الميت التي تضمنت أقدم النسخ المعروفة للتوراة. اتفقت الأجزاء التي عُثر عليها في مخطوطات البحر الميت لسفر التثنية 27، على استخدام كلمة "جرزيم" بدلاً من "عيبال" لبناء المذبح الأول، مما يشير إلى أن النسخة السامرية كانت على الأرجح هي القراءة الأصلية.
تشمل الاختلافات الأخرى بين النص السامري والماسوري (اليهودي) ما جاء في سفر العددالعدد 12: 1 حيث أشارت النسخة السامرية إلى زوجة موسى باسم kaashet، والتي تُترجم إلى "المرأة الحسناء"، بينما أشارت النسخة اليهودية والتفسيرات اليهودية إليها بكلمة Kushi التي تعني "المرأة السوداء" أو "المرأة الكوشية". لذا بالنسبة للسامريين، لم يكن لموسى سوى زوجة واحدة، صفورة، طوال حياته كلها، بينما تفهم المصادر اليهودية بشكل عام أن موسى كان له زوجتان، صفورة وامرأة كوشية ثانية لم يُذكر اسمها.
من بين الاختلافات الأخرى، استخدام أسفار موسى الخمسة السامرية لغة أقل تجسيمًا في وصف الله، حيث يقوم وسطاء بالأفعال التي تنسبها النسخة اليهودية مباشرة إلى الله. فمثلًا، يصف النص اليهودي الرب في سفر الخروج بأنه "رجل الحرب"،الخروج 15: 3 أما السامري فتصفه أنه "جبّار في الحروب". وفي سفر العدد، جاء في النص السامري: "فوجد ملاك الله بلعام"، على عكس النص اليهودي الذي يقول: "فوافى الله بلعام".العدد 23: 4 وفي سفر التكوين، يقول النص اليهودي أن أحفاد يوسف ولدوا "على ركبتي يوسف"،التكوين 50: 23 بينما يقول النص السامري أنهم "ولدوا في أيام يوسف".
في حوالي أربع وثلاثين حالة، يحتوي النص السامري على تكرارات في قسم واحد من النص مقارنة بمقابله في النص اليهودي. مثل تلك التكرارات مُضمنة أو مُفترضة أيضًا في النص اليهودي، ولكن لم يتم تسجيلها صراحةً فيه. على سبيل المثال، يسجل النص السامري في سفر الخروج في مناسبات متعددة أن موسى يكرر لفرعون بالضبط ما أمر الله موسى سابقًا أن يخبره به، مما يجعل النص يبدو متكررًا، مقارنة بالنص اليهودي. وفي مواضع أخرى، احتوي النص السامري على مبتدئات، وحروف جر، وأحرف، وإبدالات، بما في ذلك تكرار الكلمات والعبارات في مقطع واحد، وهو ما يغيب عن النص اليهودي.

### المقارنة مع الترجمة السبعينية واللاتينية
تحتوي التوراة السامرية على عددًا من التوافقات مع الترجمة السبعينية والنسخة اللاتينية للانجيل، وهما ترجمتان للكتاب المقدس يعتمد عليهما الكاثوليك. يتفق النص السبعيني مع النسخة السامرية في حوالي 1900 حالة من أصل الستة آلاف حالة اختلاف الموجودة بين النص السامري والنص الماسوري (اليهودي). تحتوي هذه التوافقات على اتفاقات نحوية غير مهمة، ولكن على الجانب الآخر، بعض هذه الاتفاقات ذات أهمية. على سبيل المثال، يقول سفر الخروج في كل من النص السامري والسبعيني: «وسُكنى بني إسرائيل وآبائهم، ما سكنوا في أرض كنعان وفي أرض مصر ثلاثين سنة وأربعمائة سنة.» أما النص الماسوري (اليهودي)، فيقول:«وأما إقامة بني إسرائيل التي أقاموها في مصر فكانت أربع مئة وثلاثين سنة.»الخروج 12: 40
هناك أيضًا اتفاقات بين النسخة اللاتينية والنسخة السامرية، تختلف عن مقابلاتها في النسخة الماسورية (اليهودية). ففي سفر التكوين، تضع النسخة السامرية التضحية بإسحاق في "أرض موريه" (بالعبرية: מוראה)، بينما في النسخة اليهودية "أرض المريا" (بالعبرية: מריה). تشير كلمة "موريه" السامرية إلى المنطقة المحيطة بشكيم ونابلس الحالية، حيث يقع جبل جرزيم المقدس عند السامريين، بينما يدعي اليهودالتكوين 22: 2 أن الأرض هي جبل موريا في القدس. ترجمت النسخة اللاتينية هذه العبارة (باللاتينية: in terram visionis) "في أرض الرؤية"، مما يعني أن جيروم كان على دراية بقراءة "موريه"، وهي كلمة عبرية جذرها الثلاثي يعني "رؤية".

## تقييمات أهميتها للنقد النصي

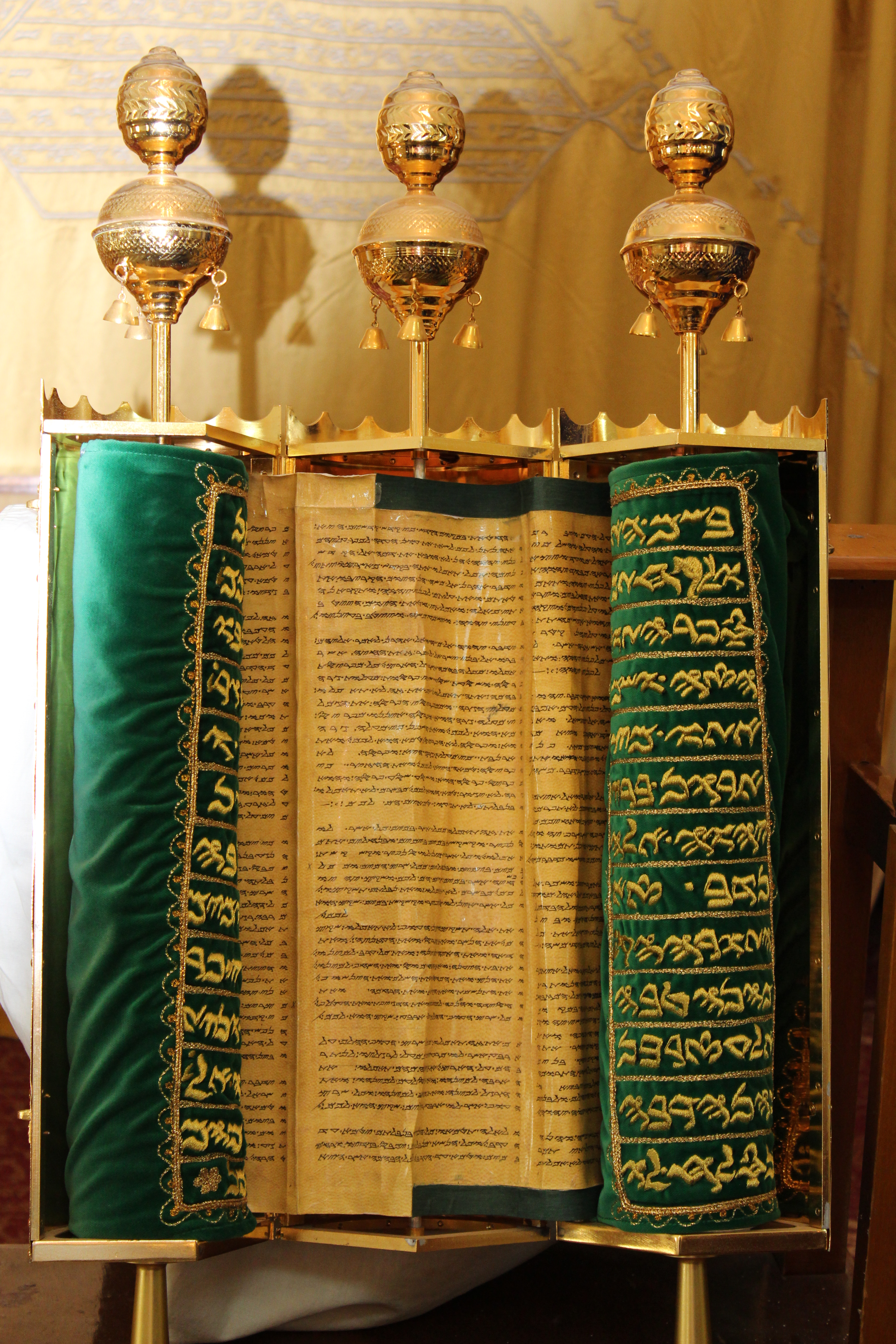
مخطوطات التوراة السامرية المحفوظة في الكنيس السامري على جبل جرزيم

يعود تاريخ أقدم التقييمات المُسجلة حول التوراة السامرية في الأدب الحاخامي وكتابات آباء الكنيسة المسيحية الأوائل إلى الألفية الأولى، حيث جاء في التلمود أن الحاخام إليعازر بن شمعون [الإنجليزية]، وبّخ الكتبة السامريين، قائلًا: «لقد زورتم أسفاركم الخمسة ... ولم تستفدوا منها شيئًا.»
استفاد بعض الكتاب المسيحيين الأوائل من التوراة السامرية في النقد النصّي. تحدث كيرلس الإسكندري وبروكوبيوس الغزاوي [الإنجليزية] وآخرون عن كلمات معينة مفقودة من النص الماسوري، لكنها موجودة في النص السامري. وقال يوسابيوس القيصري أن: «الترجمة اليونانية [للكتاب المقدس] تختلف أيضًا عن العبرية، ولكن لا تختلف كثيرًا عن السامرية»، وأشار إلى أن الترجمة السبعينية تتفق مع النص السامري حول عدد السنوات المنقضية من طوفان نوح إلى زمن إبراهيم.
تعرّض الاهتمام المسيحي بالنص السامري للإهمال خلال العصور الوسطى. ولكن مع نشر مخطوطة أسفار موسى الخمسة السامرية في أوروبا في القرن السابع عشر الميلادي، تيقّظ الاهتمام بالنص مجددًا، وأثار جدلاً بين البروتستانت والكاثوليك حول أي نصوص العهد القديم ذات المرجعية. أبدى الكاثوليك اهتمامًا خاصًا بدراسة أسفار موسى الخمسة السامرية بسبب قِدَمْ النص واتفاقاته المتكررة مع الترجمة السبعينية والنسخة اللاتينية، وهما ترجمتان للكتاب المقدس يوليهما الكاثوليك أهمية كبيرة. بعض الكاثوليك مثل جان مورين الذي تحول من الكالفينية إلى الكاثوليكية، جادلوا بأن توافقات النسخة السامرية مع النسخة اللاتينية والسبعينية تشير إلى أنهم منبثقين من نص عبري أكثر قِدَمًا من النص الماسوري. دافع العديد من البروتستانت عن مصداقية النص الماسوري، وزعموا بأن النص السامري هو اشتقاق متأخر وغير موثوق به من النص الماسوري.
يعتبر تحليل الباحث البروتستانتي في الدراسات العبرية بنيامين كينيكوت في القرن الثامن عشر الميلادي للنص السامري استثناءًا ملحوظًا عن التوجّه العام للأبحاث البروتستانتية القديمة حول النص السامري، فقد تساءل هل من الواجب ببساطة افتراض أن النص الماسوري يجب أن يكون أكثر قِدَمًا لأنه مقبول على نطاق أوسع كونه النسخة العبرية الرسمية لأسفار موسى الخمسة، فقال: «نرى إذًا أنه بما أن الاستدال بأحد النصين يهدم الاستدلال بالآخر، وبما أن هناك في الواقع تعارض في قوة الإقناع بين النسخ في مواجهة النسخ، فلا يمكن استخلاص أي حجة معينة منها، أو بالأحرى، لا يمكن استخلاص أي حجة على الإطلاق لتثبيت إحدى الفرضيات. فكلا الجانبين فاسد.» رجّح كينيكوت أيضًا أن استخدام النص السامري قراءة جرزيم قد تكون في الواقع أصليًا، حيث أن ذلك الجبل هو الجبل المخصص لإعلان البركات، وأنه شديد الخضرة ومليء بالنباتات (على عكس جبل عيبال القاحل والجبل المخصص لإعلان اللعنات).
نشر الباحث الألماني فيلهلم جيزينيوس دراسة حول أسفار موسى الخمسة السامرية سنة 1815م، تبناها علماء الكتاب المقدس على نطاق واسع خلال القرن التالي، حيث قال أن الترجمة السبعينية وأسفار موسى الخمسة السامرية يشتركان في مصدر مشترك للمخطوطات العبرية أطلق عليه اسم "السكندري-السامري". وفي الوقت الذي حُفظت غيه ونُسخت المخطوطات "اليهودية" الماسورية الأولى في القدس بعناية، اعتبر جيزينيوس أن النُسّاخ تعاملوا مع المصدر السكندري-السامري بإهمال، فانتقوا وبسّطوا ووسّعوا النص. واستنتج أيضًا أن النص السامري يحتوي فقط على أربعة اختلافات صحيحة مقارنةً بالنص الماسوري.
في سنة 1915م، نشر بول كاله بحثًا قارن فيه مقاطع من النص السامري باقتباسات من أسفار موسى الخمسة في العهد الجديد والنصوص المنحولة مثل سفر اليوبيلات وسفر أخنوخ الأول وصعود موسى. وخلص إلى أن أسفار موسى الخمسة السامرية تحافظ على "العديد من القراءات القديمة الحقيقية وعلى نسخة قديمة من أسفار موسى الخمسة". دعّمت بعض اكتشاف بعض مخطوطات الكتاب المقدس بين مخطوطات البحر الميت فرضية كاله، حيث احتوت على نص مشابه لأسفار موسى الخمسة السامرية. أظهر نص المخطوطة المكتشفة في مخطوطات البحر الميت أن نص أسفار موسى الخمسة الذي يشبه أسفار موسى الخمسة السامرية يعود إلى القرن الثاني قبل الميلاد، وربما حتى قبل ذلك.
وقد أثبتت هذه الاكتشافات أن هذه المخطوطة تحمل أجزاءً من نص "ما قبل السامري" لبعض أجزاء أسفار موسى الخمسة على الأقل، مثل سفر الخروج وسفر العدد، انتشرت قديمًا جنبًا إلى جنب مع مخطوطات أخرى تحتوي على نص "ما قبل الماسوري". أظهِرت نسخة لسفر الخروج ضمن مخطوطات البحر الميت يُطلق عليها اسم "4QpaleoExodm"، علاقتها الوثيقة بشكل خاص مع أسفار موسى الخمسة السامرية:
«تشترك المخطوطة في جميع السمات التصنيفية الرئيسية مع التوراة السامرية، بما في ذلك جميع الامتدادات الرئيسية لهذا النص حيث يمتد إلى (اثني عشر)، مع استثناء واحد للوصية العاشرة الجديدة المدرجة في خروج 20 من تثنية 11 و 27 فيما يتعلق بالمذبح على جبل جرزيم.»
وصف فرانك مور كروس أصل أسفار موسى الخمسة السامرية في سياق فرضيته الخاصة حول النصوص المحلية، فهو يرى أن أسفار موسى الخمسة السامرية انبثقت من نص محلي. اعتبر كروس أن النص العبري الذي يشكل الأساس للترجمة السبعينية منبثق من النص الإسرائيلي الذي هاجر به بني إسرائيل إلى مصر، حين أخذوا معهم نسخًا من أسفار موسى الخمسة. قال كروس أن النص السامري والنص السبعيني يشتركان في سلف مشترك يربطهما سويًّا أكثر من رابطتهما بالنص الماسوري، وأنه يعتقد أن هذا السلف المشترك طُوّرَ من النصوص المحلية التي استخدمها المجتمع اليهودي البابلي. وفسّر وجود اختلافات يتوافق فيها النص السامري والسبعيني، ويختلفان فيها عن النص الماسوري، بأنها إنعكاس لفترة التطور المستقل للسلف المشترك لهذين النصين كنص محلي متميز. أرّخ كروس ظهور أسفار موسى الخمسة السامرية كنص سامري متفرّد إلى عصر ما بعد المكابيين.
يتفق العلماء على نطاق واسع على أن العديد من العناصر النصية التي صُنّفت سابقًا على أنها "اختلافات سامرية" مستمدة في الواقع من أطوار قديمة من التاريخ النصي لأسفار موسى الخمسة. فيما يتعلق بالخلاف بين النصين السامري والماسوري لسفر التثنية،التثنية 27: 4-7 تتفق نصوص مخطوطات البحر الميت مع النص السامري، حيث أُمِرَ بني إسرائيل ببناء أول مذبح لهم في أرض الميعاد على جبل جرزيم كما جاء في التوراة السامرية، وليس على جبل عيبال كما جاء في النص الماسوري.

## الأعمال المنبثقة

### الترجمات
يُعد الترجوم السامري المؤلف باللهجة السامرية من اللغة الآرامية الفلسطينية، هو أقدم ترجمة لأسفار موسى الخمسة السامرية. كان الدافع وراء ترجمته هو الحاجة إلى ترجمة أسفار موسى الخمسة إلى اللغة الآرامية التي يتحدث بها المجتمع. ينسب السامريون الترجوم إلى الكاهن السامري نثنائيل الذي توفي ق. 20 ق.م.. يمتلك الترجوم السامري أسلوبًا نصيًا معقدًا يتمثل في مخطوطات تنتمي إلى أحد ثلاثة أنواع نصية أساسية تختلف بصورة كبيرة عن بعضها البعض. تشير أوجه التشابه التي تشترك فيها أقدم هذه النصوص مع مخطوطات البحر الميت والترجوم اليهودي إلى أن الترجوم ربما نشأ في نفس المدرسة التي أخرجت أسفار موسى الخمسة السامرية نفسها. أرجع آخرون أصل الترجوم إلى بداية القرن الثالث الميلادي أو حتى بعد ذلك. تعد مخطوطات الترجوم الموجودة "صعبة الاستخدام للغاية" بسبب الأخطاء النسخية الناجمة عن الفهم الخاطئ للعبرية من جانب مترجمي الترجوم، والفهم الخاطئ للآرامية من جانب الناسخين اللاحقين.
تحتوي تعليقات أوريجانوس وكتابات بعض آباء الكنيسة على إشارات إلى وجود ترجمة يونانية للتوراة السامرية، إلا أنها لم يعد لها وجود، وإن كان البعض يعتقدون أنها كانت مجرد سلسلة من الكتب اليونانية المترجمة لأسفار موسى الخمسة السامرية. يتفق العلماء الآن على أنها كانت ترجمة يونانية كاملة لأسفار موسى الخمسة السامرية إما مترجمة مباشرة منها أو عن طريق الترجوم السامري، ربما تم تأليفها ليستخدمها المجتمع السامري الناطق باليونانية المقيم في مصر.
بعد أن حلّت اللغة العربية محل الآرامية السامرية كلغة للمجتمع السامري في القرون التي تلت الفتح الإسلامي للشام، استخدم السامريون عدة ترجمات عربية لأسفار موسى الخمسة، أقدمها كان الاقتباسات المأخوذة من تفسيرات سعيد الفيومي في منتصف القرن التاسع الميلادي أو الترجمة العربية للنص الماسوري. ورغم تعديل النص ليناسب المجتمع السامري، إلا أنه احتفظ بالعديد من القراءات اليهودية دون تغيير.
وبحلول القرن الحادي عشر أو الثاني عشر الميلادي، ظهرت في نابلس ترجمة عربية جديدة اعتمدت مباشرة على أسفار موسى الخمسة السامرية. تميزت المخطوطات التي احتوت على هذه الترجمة بطابعها ثنائي اللغة أو ثلاثي اللغة؛ حيث كان النص العربي مرافقًا بالنص العبري السامري الأصلي في عمود موازٍ وأحياناً النص الآرامي للترجوم السامري في عمود ثالث. كما ظهرت ترجمات عربية لاحقة؛ تضمّنت أحداها مراجعة سامرية لترجمة سعيد الفيومي لجعلها أكثر توافقًا مع أسفار موسى الخمسة السامرية، بينما استندت بعض الترجمات الأخرى على ترجمات أسفار موسى الخمسة العربية التي يستخدمها المسيحيون.
في أبريل 2013م، نُشرت ترجمة إنجليزية كاملة لأسفار موسى الخمسة السامرية مع مقارنة لها مع النسخة الماسورية.

### النصوص التفسيرية والطقوسية
أُلّفت العديد من التعليقات الكتابية والنصوص اللاهوتية الأخرى المبنية على أسفار موسى الخمسة السامرية من قبل أعضاء المجتمع السامري منذ القرن الرابع الميلادي فصاعدًا. كما استخدم السامريون أيضًا نصوصًا طقسية احتوت على تعليقات آبائية مستخرجة من أسفارهم الخمسة.

## المخطوطات والإصدارات المطبوعة

### المخطوطات

#### مخطوطة أبيشوع
يُولي السامريون أهمية خاصة لمخطوطة أبيشوع المستخدمة في الكنيس السامري في نابلس، وهي تتألف من قطعة طويلة متصلة من رقوق من جلود كباش القرابين المُحاكة معًا، وفقًا للتقاليد السامرية. كُتب النص السامري على مخطوطة أبيشوع بأحرف ذهبية. ثُبّت على طرفي المخطوطة بكرات ذات مقابض زخرفية، وتُحفظ المخطوطة بالكامل في علبة إسطوانية فضية عندما لا تكون قيد الاستخدام. يزعم السامريون أن الذي كتبها هو أبيشوع حفيد هارون، بعد ثلاث عشرة سنة من دخول أرض إسرائيل تحت قيادة يشوع بن نون، على الرغم من أن العلماء المعاصرين يصفونها بأنها مجموعة من المخطوطات المتعددة المُجمّعة المكتوبة بين القرنين الثاني عشر والرابع عشر الميلادي. تتكون المخطوطات الأخرى لأسفار موسى الخمسة السامرية من أوراق رق أو أوراق قطنية مكتوب عليها بالحبر الأسود. توجد العديد من المخطوطات للنص، ولكن ليس من بينها أي مخطوط مكتوب باللغة العبرية الأصلية أو حتى كُتب بترجمة تسبق العصور الوسطى. تحتوي مخطوطة أبيشوع على تذييلًا مشفرًا، أطلق عليه العلماء اسم التشكيل، والذي يعتبره السامريون حرد المتن لمخطوطة أبيشوع: «أنا أبيشوع بن فينحاس بن إليعازر بن هارون الكاهن، لتُعطى لهم نعمة الرب ومجده، كتبت هذا السفر المقدس عند باب المسكن في جبل جرزيم، في السنة الثالثة عشرة لامتلاك بني إسرائيل أرض كنعان بحدودها الكاملة. أسبح الرب.»

### الدراسات الغربية

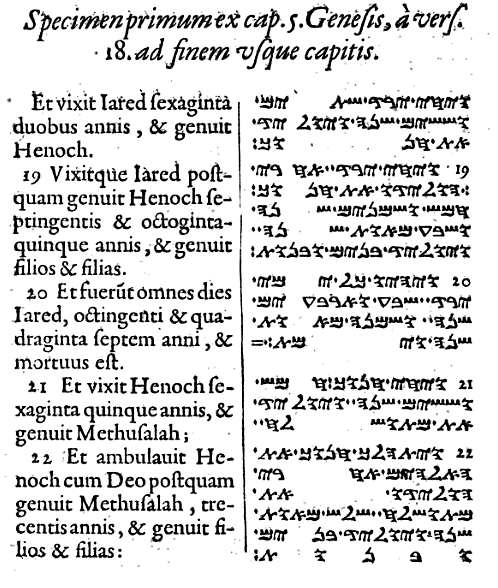
سفر التكوين 5: 18-22 من الطبعة الأولى التي نشرها جان موران لأسفار موسى الخمسة السامرية سنة 1631م.

بدأ الاهتمام بأسفار موسى الخمسة السامرية سنة 1616م، عندما اشترى الرحالة بيترو ديلا فالي نسخة من النص في دمشق. أُودعت هذه المخطوطة، المعروفة الآن باسم Codex B، في إحدى المكتبات الباريسية. وفي سنة 1631م، نُشرت نسخة منقحة من Codex B في كتاب لو جيه متعدد اللغات بقلم جان موران. أعيد نشر النص في كتاب والتون متعدد اللغات سنة 1657م. وبعد ذلك، قام رئيس الأساقفة جيمس أشر وآخرون بشراء نسخ إضافية أحضروها لاحقًا إلى أوروبا وأمريكا.

### الإصدارات الحديثة
حتى النصف الأخير من القرن العشرين الميلادي، اعتمد النقد النصي لأسفار موسى الخمسة السامرية إلى حد كبير على مخطوطة Codex B، كان أبرزها كتاب "أسفار موسى الخمسة العبرية للسامريين" الذي جمعه أوغست فون غال ونشره سنة 1918م. تضمّن الكتاب نقدًا عميقًا واسع النطاق سرد فيه القراءات المختلفة الموجودة في المخطوطات المنشورة مسبقًا لأسفار موسى الخمسة السامرية. لا يزال كتابه هذا يُنظر إليه كعمل دقيق بشكل عام بالرغم من وجود بعض الأخطاء، لكنه أهمل مخطوطات هامة مثل مخطوطة أبيشوع التي لم تكن قد نُشرت بعد وقتئذ. نشر فردريكو بيريز كاسترو الاختلافات النصية الموجودة في مخطوطة أبيشوع سنة 1959، وبين سنتي 1961م و1965م، نشر أفرام وراستور صدقة كتاب "النسختان اليهودية والسامرية من أسفار موسى الخمسة – مع التركيز بشكل خاص على الاختلافات بين كلا النصين". وفي سنة 1976م، نشر ل. ف. جيرون-بلانك نقدًا نصيًّا لمخطوطة أسفار موسى الخمسة السامرية يرجع تاريخها إلى سنة 1100م بعنوان "أسفار موسى الخمسة العبرية السامرية: سفر التكوين" أضاف فيها اختلافات وجدت في خمسة عشر مخطوطة لم تُنشر من قبل. ومن الإصدارات النقدية الصادرة مؤخرًا لأسفار موسى الخمسة التي أخذت بعين الاعتبار الاختلافات الموجودة في النص السامري، كتاب د. ل. فيليبس عن سفر الخروج. وفي بداية القرن الحادي والعشرين الميلادي، حُرّرت ونُشرت ترجمة عربية لأسفار موسى الخمسة السامرية.
ظهرت عدة منشورات تحتوي على نص الترجوم السامري. ففي سنة 1875م، نشر العالم الألماني أدولف برول كتابه "الترجوم السامري لأسفار موسى الخمسة". وفي الآونة الأخيرة، صدرت مجموعة مكونة من مجلدين حرّرها أبراهام تال، تميزت بوجود أول نسخة نقدية اعتمدت على جميع المخطوطات الموجودة التي احتوت على النصوص المترجمة.

## انظر ايضا
- تحريف التوراة والإنجيل

## وصلات خارجية
- "The Other Torah", by Chavie Lieber, 14 May 2013, tabletmag.com
- Jewish Encyclopedia: Samaritans: Samaritan Version of the Pentateuch
- Samaritan Pentateuch Add.1846 – digitised version of the earliest complete manuscript of the Samaritan Pentateuch on Cambridge Digital Library